# 真喜志慶治
眞喜志 慶治（まきし よしはる、1973年11月13日 - ）は、日本の柔道家（2017年4月現在、七段）。沖縄県那覇市出身。苗字は、正確には旧字体「眞喜志」を使う。

## 経歴
沖縄尚学高等学校柔道部の監督を務めていた父親の影響で小学校4年の時に柔道を始めた。この当時から高校生に混じって練習をしていた。本人によれば、いつのまにかやらされていた感じで、本当はあまりやりたくもなかったし、楽しくもなかったという。しかし、小学校6年の時に県大会で優勝したあたりから、自分には柔道しかないと思い始めた。
沖縄尚学中学に入学すると、2年の時には全国中学校柔道大会の78kg超級で3位になった。3年の時には小学生の時の同級生で後に大相撲に転進することになる阿嘉宗彦が柔道を始めたことにより、団体戦で一緒に試合に出ることを目的に、阿嘉の在籍する古蔵中学へ転向した。団体戦では県大会で3位に終わったが、個人戦では全国中学校柔道大会の決勝まで進むも、田崎中学2年の繁昌久哲に敗れて2位だった。
沖縄尚学高校へ阿嘉とともに進学すると、1年の時にはインターハイ団体戦で決勝まで進むも、天理高校に敗れた。全国高校選手権の個人戦無差別では決勝で世田谷学園高校のエースである86kg級の田辺勝に敗れて2位だった。
2年の時には団体戦の国際高校柔道選手権大会においてオール一本勝ちで日本チームの優勝に貢献して最優秀選手に選ばれた。インターハイ個人戦の重量級でもオール一本勝ちで優勝を果たした。このような活躍ぶりにより、一部からは山下2世とまで囁かれるようになった。続く全国高校選手権の個人戦では決勝で東海大相模高校2年の窪田茂に判定で敗れた。団体戦では阿嘉とともに活躍して決勝まで進むと、東海大相模高校との対戦では上水研一朗を背負落で破ると、窪田をも判定で破るなどして沖縄県勢では初となる全国優勝にチームを導いた。
3年の時には金鷲旗の決勝で東海大相模高校に敗れて2位だった。インターハイの団体戦でも決勝トーナメントの一回戦で東海大相模高校に敗れると、個人戦では決勝で窪田に判定で敗れて2連覇はならなかった。新人体重別の95kg超級では決勝で近畿大学1年の武村雄太を横四方固で破って優勝を飾った。なお、高校までは試合でプレッシャーを感じることはなかったものの、父親への恐怖心は常に感じていたという。
1992年には天理大学へ進むと、1年の時には講道館杯で3位になった。ジュニア体重別の決勝では大学の1年先輩である篠原信一を横四方固で破って2連覇を達成した。なお、これ以降は篠原がライバルとして大きく立ちはだかるようになる。世界ジュニアでは3位に終わった。
2年の時には全日本柔道選手権大会に初出場すると、準々決勝でマルナカの増地克之に判定で敗れるも5位になった。なお、今大会はこの時の5位が最高で、結果としてこれ以上の成績を収めることができずに終わった。その後の正力杯では決勝で大学の同級生である竹之下勝正を判定で破って優勝するが、無差別で争われる学生選手権では篠原に判定で敗れて3位にとどまった。優勝大会では決勝の近畿大学戦で武村を大外刈で破ってチームの優勝に貢献した。正力国際の無差別ではドイツのフランク・モラーに判定で敗れて3位だった。
3年の時には体重別の決勝で増地に合技で敗れた。正力杯の決勝では篠原に効果で敗れて2連覇はならなかった。グッドウィルゲームズでは決勝でエストニアのインドレク・ペルテルソンを破って優勝した。学生選手権では準決勝で武村に小外掛で敗れて3位だった。優勝大会では決勝の近畿大学戦で田村和也と引き分けに終わるとチームも2位にとどまった。嘉納杯では決勝で増地を技ありで下して優勝を飾った。
4年の時には正力杯の決勝で高校時代からのライバルである東海大学4年の窪田茂を判定で破って2年ぶり2度目の優勝を飾った。福岡県で開催されたユニバーシアードでも優勝を飾った。学生選手権では決勝で同志社大学4年の藤本博史を崩上四方固で破って優勝した。正力国際でも決勝でモラーを合技で破って優勝を飾った。ハンガリー国際では決勝で地元ハンガリーのチェース・イムレに大外返で敗れて2位だった。
1996年には警視庁の所属となった。この時点ではJRAの小川直也、旭化成の篠原に次いで増地とともにアトランタオリンピック代表争いの3番手に位置していたが、体重別の決勝で小川を判定ながら破って優勝したことで、続く全日本選手権の結果次第ではオリンピック代表になるチャンスを得た。しかしながら、全日本選手権では山下以来21年ぶりの高校生出場で話題になった東海大相模高校3年の井上康生と初戦で対戦すると、果敢に攻め込まれて判定負けを喫したことでチャンスをものにできずに終わった。その後の嘉納杯では決勝でモラーを合技で破って2連覇を達成すると、講道館杯でも決勝で明治大学2年の猿渡琢海を技ありで破って優勝を飾った。
1997年の体重別では決勝で篠原に効果で敗れて2位だった。全日本選手権では引退した小川の後継者争いとして篠原とともに優勝候補に挙げられながら、3回戦で新日鉄の石田輝也に判定で敗れたが、実績により篠原とともに世界選手権代表に選ばれた。東アジア大会では決勝で中国の潘松に敗れた。世界選手権では無差別に出場すると、準決勝で藩松を合技で破って雪辱するが、決勝ではポーランドのラファウ・クバツキに有効で敗れて2位にとどまった。
その後は1999年に体重別や講道館杯の100kg超級で3位になった。
警視庁を退職後は講道館に指導員として勤務、道場指導部 課長代理の職で少年らの指導に当たっている。
2019年にはアジア柔道連盟主催の国際大会で審判を務めることができるコンチネンタル審判員となった。

## 柔道スタイル
現役時代は183cm、130kgの大柄な体格のわりには比較的柔軟で、体捌きや身のこなしは速く、器用に内股や背負投を使いこなしていたが、生来の気の優しさもあり、技の出が遅く、スロースターターだと指摘されることも度々あった。感情を表現するのが苦手なこともあって闘志を表に出さないので、周囲からはのんびりやっているように見られて、やる気があるのかと言われることもあったが、本人に言わせれば常に一生懸命やっていたという。
素早い動きに備えて鷹揚に構えるのが特徴で、組んでどっしり構えるものの、攻撃防御でいざ動くときは大変身軽である。一方で、自分の柔道はタイミングの柔道であり、自分のタイミングにならないとなかなか技を掛けないので指導を取られやすい昔ながらの柔道なので、このスタイルだと世界ではきついとも自覚していた。

## 主な戦績
- 1987年 - 全国中学校柔道大会 78kg超級 3位
- 1988年 - 全国中学校柔道大会 78kg超級 2位
- 1989年 - インターハイ　団体戦　2位
- 1990年 - 全国高校選手権 無差別 2位
- 1990年 - 国際高校柔道選手権大会 団体戦 優勝
- 1990年 - 金鷲旗　5位
- 1990年 - インターハイ 重量級 優勝
- 1991年 - 全国高校選手権 無差別 2位 団体戦 優勝
- 1991年 - 金鷲旗　2位
- 1991年 - インターハイ 重量級 2位
- 1991年 - 新人体重別 優勝
- 1992年 - 講道館杯 3位
- 1992年 - ジュニア体重別 優勝
- 1992年 - 世界ジュニア 3位
- 1993年 - 全日本柔道選手権大会 5位
- 1993年 - 正力杯 優勝
- 1993年 - 学生選手権 無差別 3位
- 1993年 - 優勝大会　優勝
- 1993年 - 韓国国際　3位
- 1994年 - 正力国際　無差別　3位
- 1994年 - 正力杯　2位
- 1994年 - 体重別 2位
- 1994年 - グッドウィルゲームズ 優勝
- 1994年 - 学生選手権 無差別 3位
- 1994年 - 優勝大会　2位
- 1994年 - 嘉納杯 無差別 優勝
- 1995年 - 正力杯 優勝
- 1995年 - ユニバーシアード　優勝
- 1995年 - 学生選手権 無差別 優勝
- 1996年 - 正力国際 優勝
- 1996年 - ハンガリー国際　2位
- 1996年 - 体重別 優勝
- 1996年 - 嘉納杯 優勝
- 1996年 - 講道館杯 優勝
- 1997年 - ドイツ国際　3位
- 1997年 - 体重別　2位
- 1997年 - 東アジア大会 無差別 2位
- 1997年 - 世界選手権 無差別 2位
- 1999年 - 体重別　3位
- 1999年 - 講道館杯　3位

(出典、JudoInside.com)